# Orchis bivonae
Orchis bivonae là một loài thực vật có hoa trong họ Lan. Loài này được Tod. mô tả khoa học đầu tiên năm 1840.